# Marcus Bent
Marcus Natan Bent, född 19 maj 1978, är en engelsk före detta fotbollsspelare om spelade som anfallare. Bent har genom sin karriär spelat i femton olika klubbar. Han har även gjort två landskamper och ett mål för Englands U21-landslag.

## Fotnoter
1. ↑  transfermarkt.com, transfermarkt.com spelar-ID: 9958, läst: 9 oktober 2017.[källa från Wikidata]
2. ↑  FBref, FBref.com spelar-ID: 69166246.[källa från Wikidata]
3. ↑  Base de Datos del Futbol Argentino, BDFA spelar-ID: 59598.[källa från Wikidata]